# Tomás de Sosa (pintor)

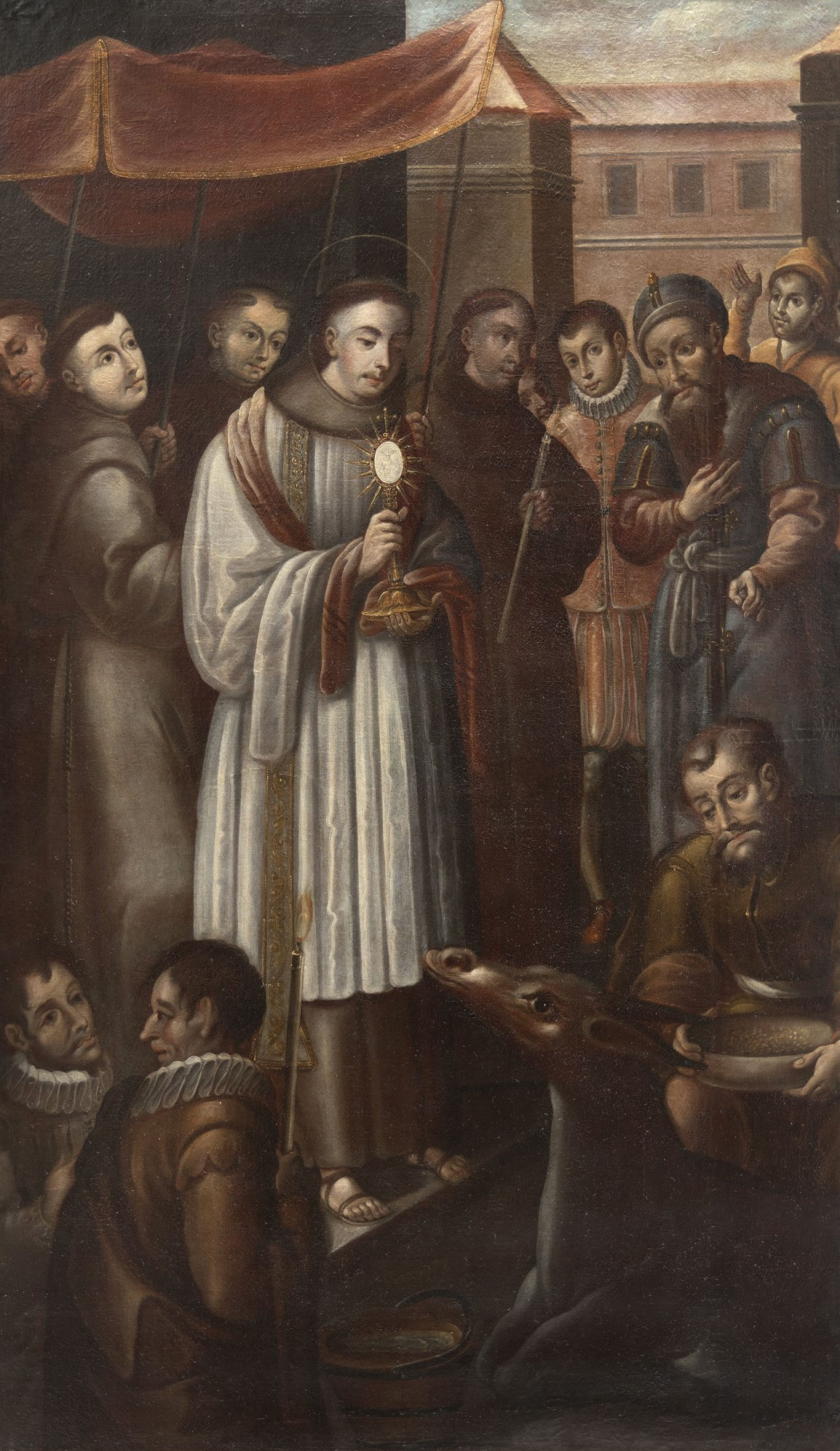
San Antonio de Padua y el milagro de la mula, 1723. Óleo sobre lienzo, 204 x 121 cm. Firmado y fechado «Thomas De Sosa fec(it) Ano de 1723». Colección privada.

Tomás de Sosa, documentado en Ciudad de México ca. 1655-ca. 1723, fue un pintor novohispano.

## Biografía
Tomás de Sosa firmó el 10 de junio de 1705 una declaración testifical previa al contrato matrimonial entre Agustín del Pino y María Xaviera de Guadalupe, españoles ambos, diciendo ser «Mulato libre [...] vecino de esta Ciudad maestro de pintor en la calle que va al Colegio de San Gregorio al Espíritu Santo en casas propias [...] de edad de cincuenta años», lo que supone que debió de nacer hacia 1655. El cuanto al contrayente, podría tratarse del pintor de enconchados que firma una Virgen de Guadalupe del Museo Franz Mayer. La casa mencionada, una «casita baja de piedra y adobe», la adquirió Sosa en 1697 junto con su hermana, Juana de Sosa, que en 1702 le vendió su parte por 120 pesos y posteriormente él vendió en 1712 por 200 pesos de oro común a José Francisco de Landa, procurador de la Real Audiencia.
Su pertenencia al gremio de pintores y doradores de la Ciudad de México se acredita además por su presencia en la relación de «oficiales con tienda abierta» del citado gremio elaborada por orden del virrey con fecha del 14 de junio de 1704 para atender a la orden real «sobre que en México se pidiese donativo gracioso» para atender a los gastos de la guerra de sucesión española, relación encabezada por Cristóbal de Villalpando.
Cronológicamente. el último dato que se conoce es la fecha 1723 con que firmó su San Antonio de Padua y el milagro de la mula.

## Obra
Lo que de su trabajo se conoce se reduce a cuatro óleos firmados: la Virgen de Guadalupe con san Joaquín y señora santa Ana (Azcapotzalco, capilla de san Simón y san Judas Tadeo), fiel en la figura de la Virgen a la iconografía guadalupana; San Ignacio de Loyola con un grupo de santos jesuitas (Ciudad de México, Museo Nacional de Arte), que por representar con aureola de santidad a san Luis Gonzaga y san Estanislao de Kostka debió de ser pintado en 1726, fecha de su canonización, o después; la Lactación de san Bernardo (Cuernavaca, Catedral de Nuestra Señora de la Asunción de Cuernavaca), y San Antonio de Padua y el milagro de la mula, localizado en una colección privada española y fechado en 1723, pintura que muestra similitudes obvias con el lienzo del mismo asunto pintado por el también mulato Juan Correa para la parroquia de la Inmaculada Concepción de Ozumba, localizado en el ático de un retablo dedicado al santo. No tratándose de una copia directa cabe pensar que ambos artistas se sirvieran como fuente de una misma estampa que no ha sido posible localizar.